# モントリオール・ピエール・エリオット・トルドー国際空港
モントリオール・ピエール・エリオット・トルドー国際空港（モントリオール・ピエール・エリオット・トルドーこくさいくうこう、仏: Aéroport International Pierre-Elliott-Trudeau de Montréal、英: Montréal-Pierre Elliott Trudeau International Airport）は、カナダ・ケベック州のモントリオールにある国際空港。市街地中心から西南西20kmに位置する。エア・カナダの本拠地。

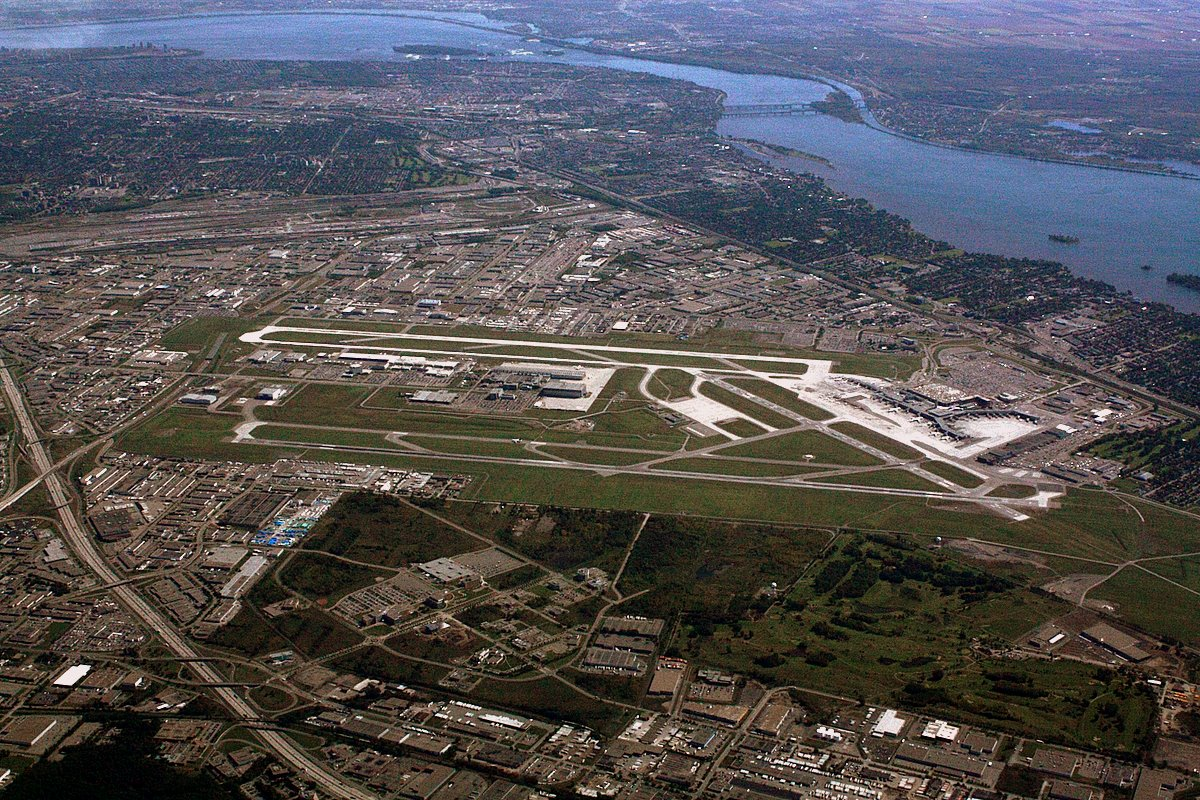
空港全体図

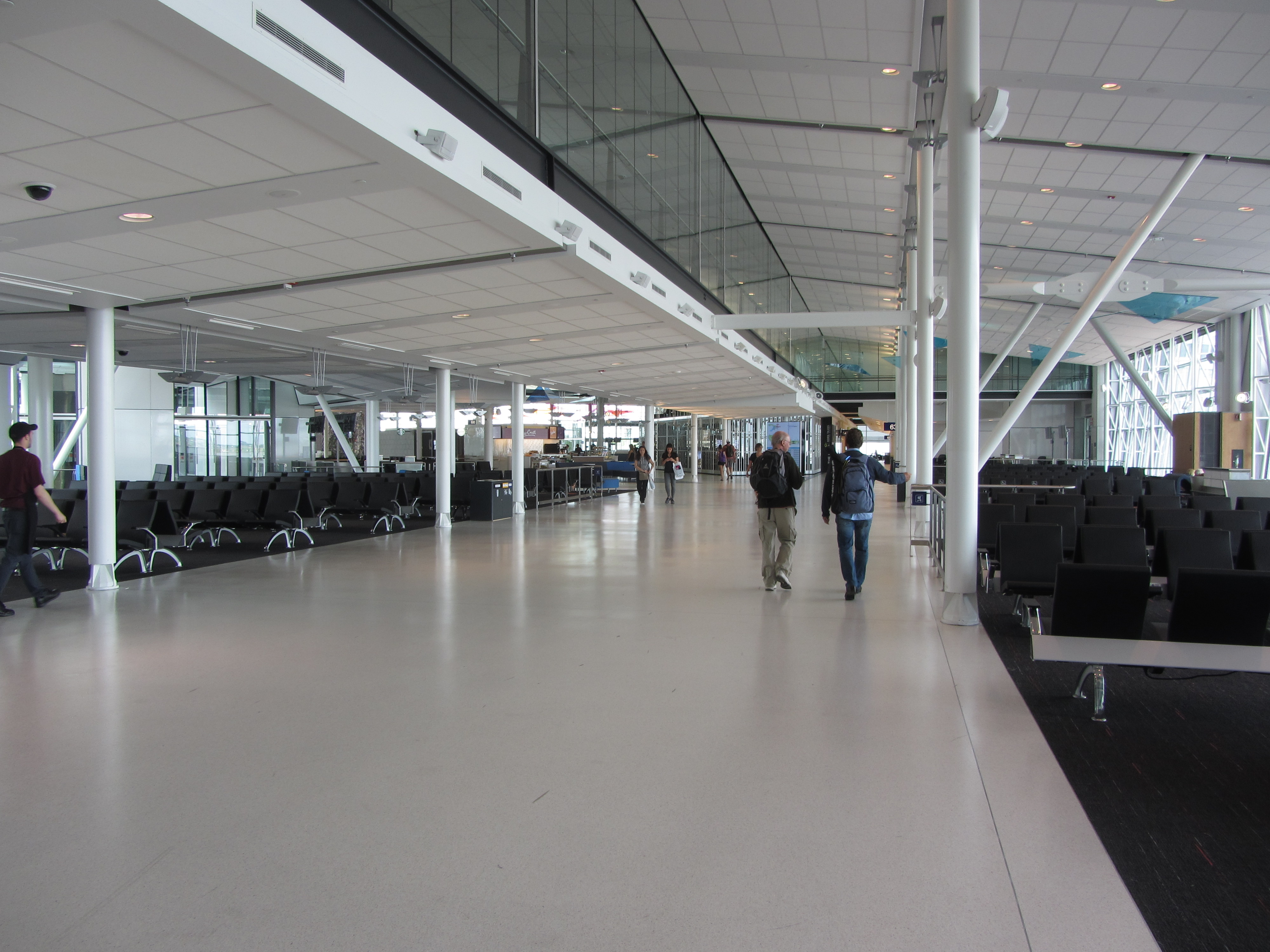
国際線ターミナル内部

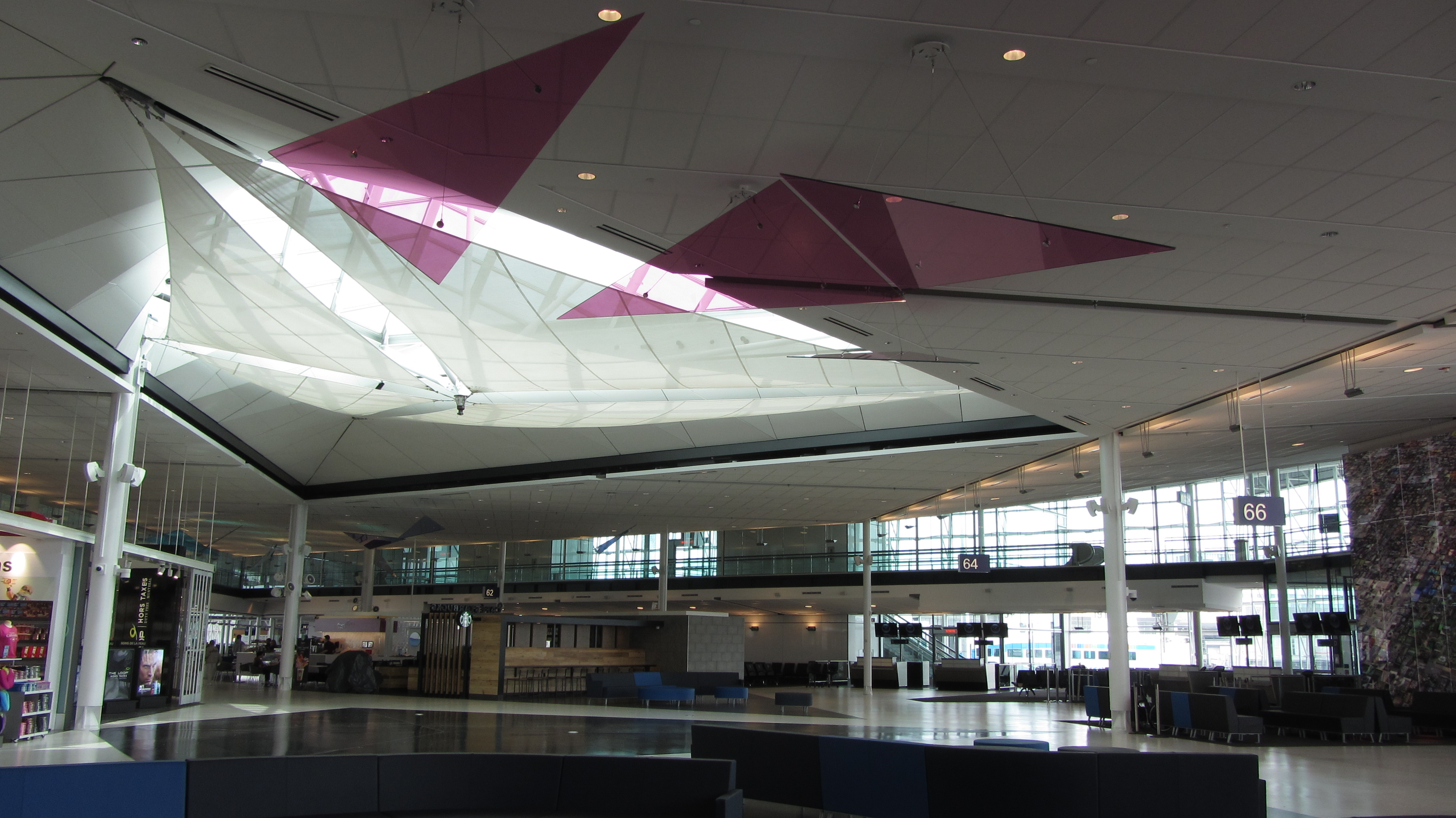
新築された国際線ターミナル内部

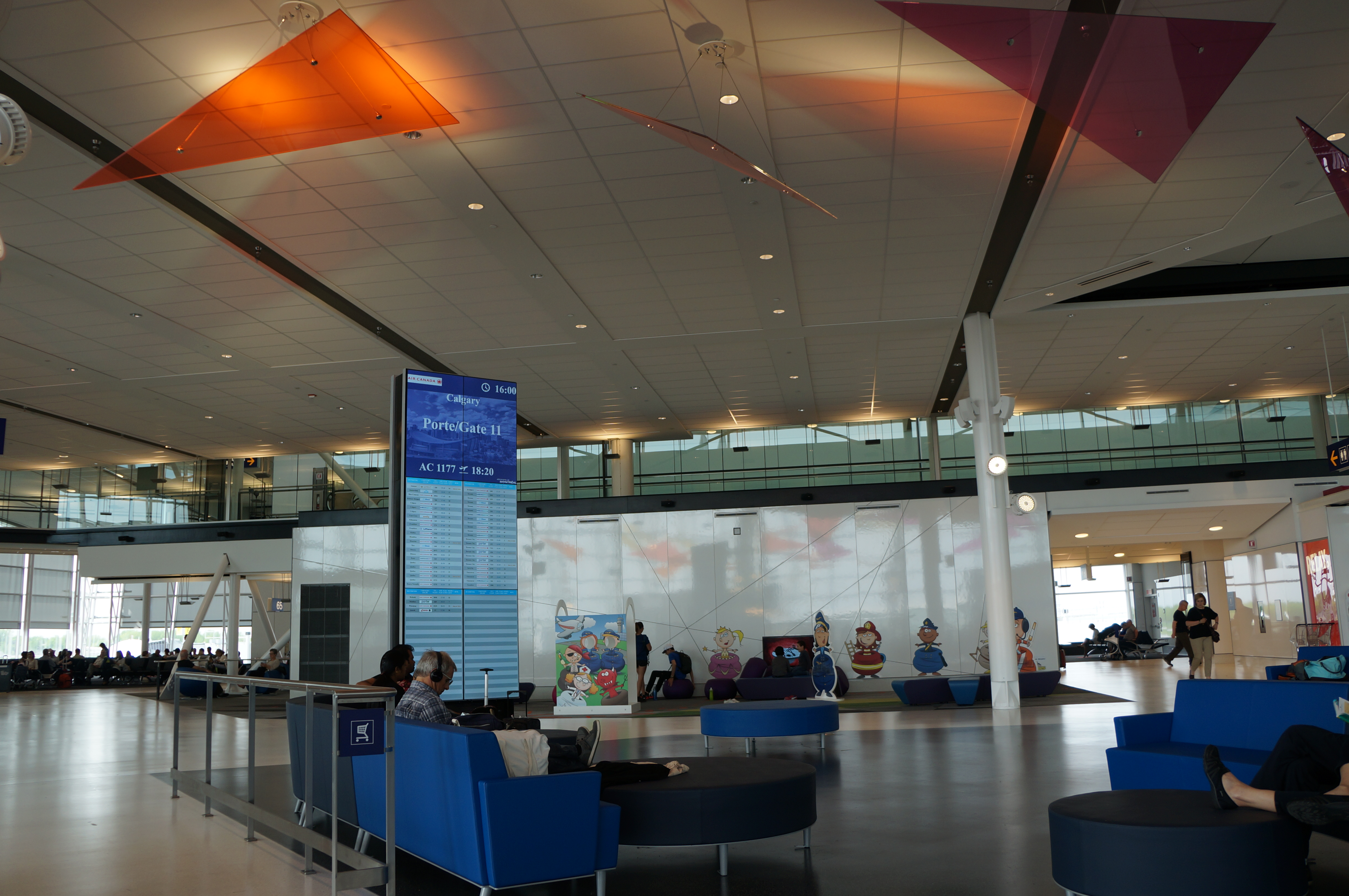
2016年に新築された国際線ターミナル

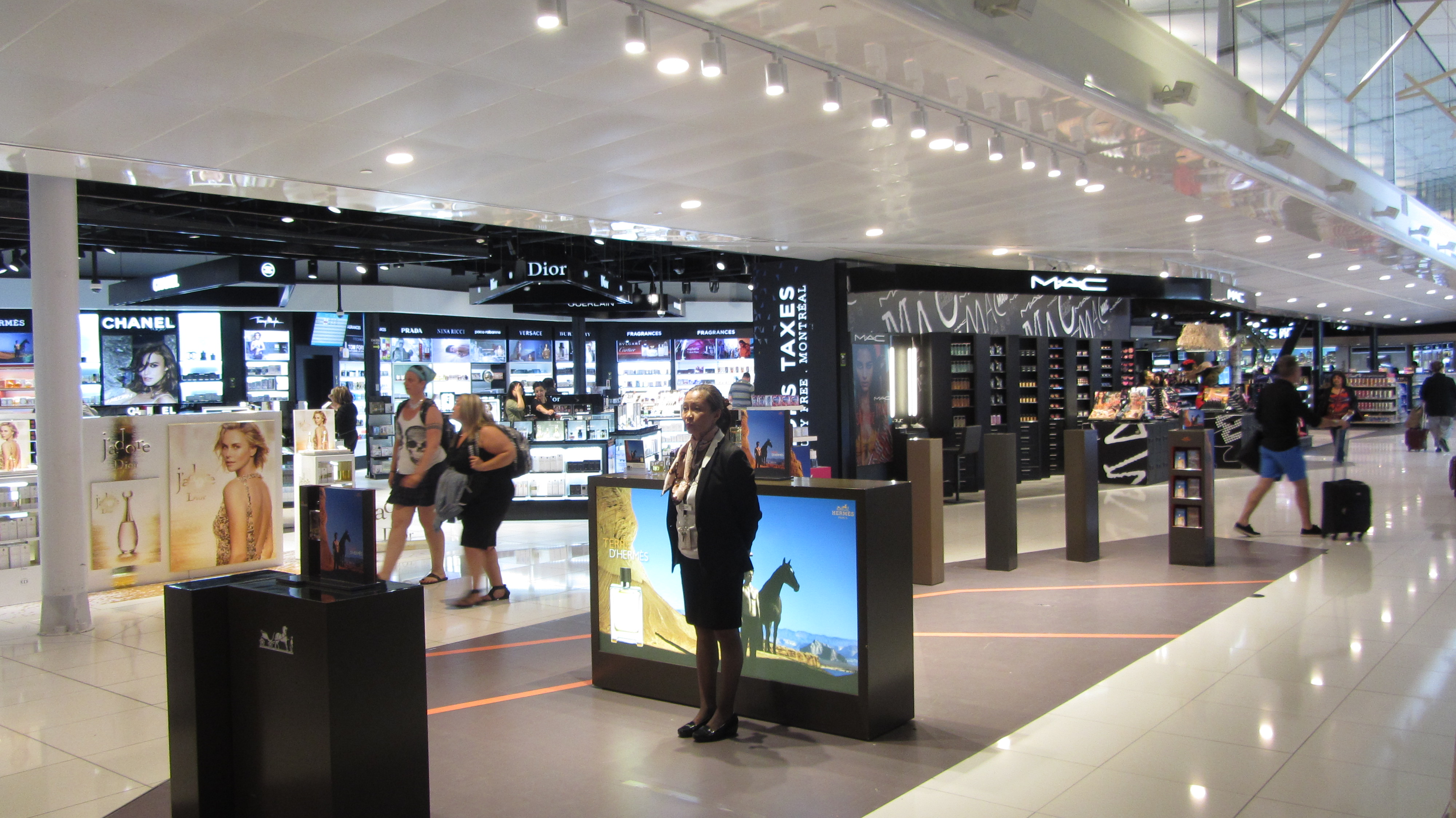
空港内免税店

## 概要
当空港は「モントリオール・ドルバル国際空港」（Montréal – Dorval International Airport）として1941年9月にモントリオール島内に開港した。元は競馬場の敷地だった。
1975年にモントリオール・ミラベル国際空港がカナダ連邦政府のプロジェクトで開港し国際線を集約させた。これに伴い当空港はカナダ国内線およびアメリカ合衆国向け専用空港となった。
その後、連邦政府は方針を変更し、市街地に近い当空港へ国内および国際線の旅客業務を集約させることとした。2004年1月、これに合わせて当空港を地元出身のカナダ元首相のピエール・エリオット・トルドー（Pierre Elliott Trudeau）の名にちなみ「ピエール・エリオット・トルドー国際空港」と改名した。2000年以降は空港の集約化に合わせターミナルの増築や改築が行われ、現在でも整備が進められている。ターミナルビルは集約されているが、国際線、アメリカ線、カナダ国内線とそれぞれエリアが別れている。他のカナダ大都市の空港と同様、カナダ→アメリカ便においては当空港内で（搭乗前に）アメリカ入国審査を受ける。
2018年6月2日よりエアカナダが日本(成田国際空港)への直行便を就航。
2024年の旅客数は2240万人でカナダの空港ではトロント国際空港(4680万人）、バンクーバー国際空港(2620万人)に続いて3位だった。

## 就航路線
| 航空会社                   | 就航地 |
| -------------------------- | --- |
| エア・カナダ               | 国内 : カルガリー、エドモントン、ハリファックス、ケロウナ、オタワ、セントジョンズ、トロント/YYZ、バンクーバー、ウィニペグ アメリカ : デンバー、フォートローダーデール、フォートマイヤーズ、ホノルル、ロサンゼルス/LAX、マイアミ、ニューヨーク/LGA、サンディエゴ、サンフランシスコ、タンパ、ウェストパームビーチ ヨーロッパ : アテネ、ブリュッセル、ダブリン、フランクフルト、ジュネーヴ、リスボン、ロンドン/LHR、ミラノ、ニース、パリ/CDG、リヨン、レイキャビク、ローマ、ヴェネツィア カリブ : モンテゴベイ、ポワンタピートル、セントジョンズ、バルバドス、キュラソー、ナッソー プロビデンシアレス、セントルシア、サンフアン 中南米 : ボゴタ、カンクン、ブエノスアイレス/エセイサ、イスタパ・シワタネホ、リベリア、メキシコシティ、プエルトバヤルタ、サンホセ、サンパウロ アフリカ : アルジェ、カサブランカ、カイロ アジア : デリー、上海/浦東、東京/成田 中東 : テルアビブ |
| エア・カナダ エクスプレス  | 国内 : バゴヴィル、ベコモ、バサースト、フレデリクトン、シャーロットタウン ハリファックス、ガスペ (ケベック州)、マドレーヌ諸島 (カナダ)、モンクトン、モン・ジョリ、オタワ、ケベック・シティー、ルーワン・ノランダ、セントジョン (ニューブランズウィック州)、セティル トロント/YYZ、トロント/YTZ、ヴァルドール、ウィニペグ、ワブッシュ アメリカ : ボストン、シカゴ/ORD、 ハートフォード、ニューヨーク/LGA、ニューアーク、ワシントン/レーガン、ヒューストン |
| エア・カナダ ルージュ      | カヨココ、コスメル、フォートマイヤーズ、ラスベガス、マイアミ、オーランド、サンタ・クララ、プエルト・プラタ、タンパ、バラデロ、ウエストパームビーチ |
| エア・トランザット         | アメリカ : フォートローダーデール ヨーロッパ : マラガ、パリ/CDG、リヨン、マルセイユ、トゥールーズ、ナント、ニース、バルセロナ、マドリード、アテネ、ミュルーズ/バーゼル、ボルドー、ブリュッセル、ブダペスト、ダブリン、リスボン、ポルト、ロンドン/LGW、プラハ、ローマ、ヴェネツィア カリブ : モンテゴベイ、ポルトープランス、ラ・ロマーナ (ドミニカ共和国)、プエルト・プラタ、プエルトバヤルタ、シント・マールテン島、オルギン、バラデロ、カマグエイ、カヨココ、カヨ・ラルゴ、フォール＝ド＝フランス、ポワンタピートル、ロアタン、サマナ、サンタ・クララ、セントルシア 中南米 : アカプルコ、カンクン、コスメル、イスパタ、カルタヘナ、サンアンドレス島、パナマシティ、マナグア、サンホセ 、リベリア、リオデジャネイロ(2026年2月5日より就航予定) 中近東 : テルアビブ |
| ウエストジェット           | カルガリー、カンクン、エドモントン、フォートローダーデール、オーランド、ラスベガス、プンタカナ、バラデロ、モンテゴベイ、プロビデンシアレス、シント・マールテン、トロント/YYZ、バンクーバー、ウィニペグ |
| サンウィング航空           | カンクン、フォートローダーデール、イスパタ、カマグエイ、カヨココ、コスメル、バラデロ、オルギン、サンタ・クララ、モンテゴベイ、プンタカナ、シント・マールテン、ラ・セイバ、アルバ、バルバドス、カヨ・ラルゴ、フリーポート、ワタルコ、イスタパ・シワタネホ、リベリア、マンサニヨ（キューバ）、オーランド、パナマシティ、プエルト・プラタ、プエルトバヤルタ、リオ・アト、ロスカボス、サンティアーゴ・デ・クーバ、セントルシア |
| ポーター航空               | ハリファックス、セントジョンズ、サンダーベイ、トロント/YCT、ウィンザー、モントランブラン (ケベック州) |
| フレア航空                 | カルガリー、エドモントン、ハリファックス、トロント/YYZ、バンクーバー 季節運航 : フォートローダーデール、オーランド/サンフォード |
| エア・イヌイット           | クージュアラピク、クージュアク、ラグランド、ケベックシティ |
| PAL航空                    | ケベックシティ |
| カナディアンノース航空     | クージュアク |
| アメリカン航空             | シャーロット、マイアミ 季節運航 : ダラス/フォートワース |
| アメリカン・イーグル       | シャーロット、シカゴ/ORD、ニューヨーク/LGA、フィラデルフィア 季節運航 : ダラス/フォートワース |
| デルタ航空                 | アトランタ、ミネアポリス |
| デルタ・コネクション       | デトロイト |
| ユナイテッド・エクスプレス | シカゴ/ORD、ニューアーク、ワシントン/ダレス |
| アエロメヒコ航空           | メキシコシティ |
| コパ航空                   | パナマシティ |
| エールフランス             | パリ/CDG |
| コルセールフライ           | パリ/ORY |
| エール・サン＝ピエール     | サンピエール |
| アイスランド航空           | レイキャビク |
| ブリティッシュエアウェイズ | ロンドン/LHR |
| ルフトハンザドイツ航空     | ミュンヘン、フランクフルト |
| KLMオランダ航空            | アムステルダム |
| スイス国際航空             | チューリッヒ |
| アゾレス・エアラインズ     | リスボン、ポンタ・デルガダ |
| アルジェリア航空           | アルジェ |
| ロイヤル・エア・モロッコ   | カサブランカ |
| チュニジア航空             | チュニス |
| ロイヤル・ヨルダン航空     | アンマン |
| カタール航空               | ドーハ |
| ターキッシュ エアラインズ  | イスタンブール |
| 中国国際航空               | 北京/首都、ハバナ |

## 地域別就航先一覧
- 北アメリカ

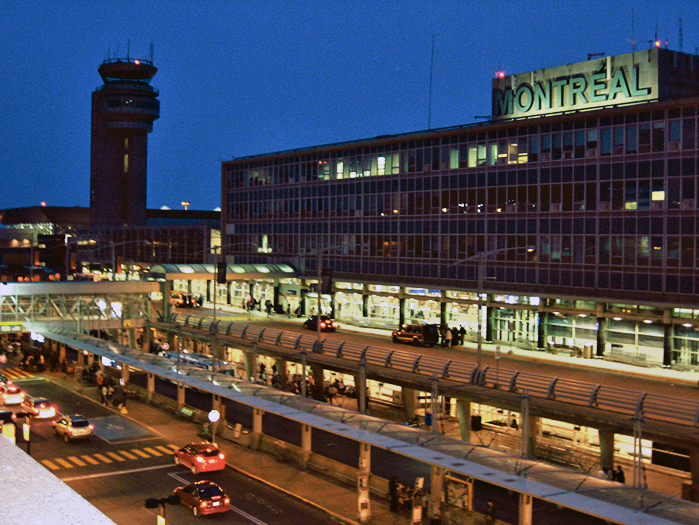
夜のメインターミナル

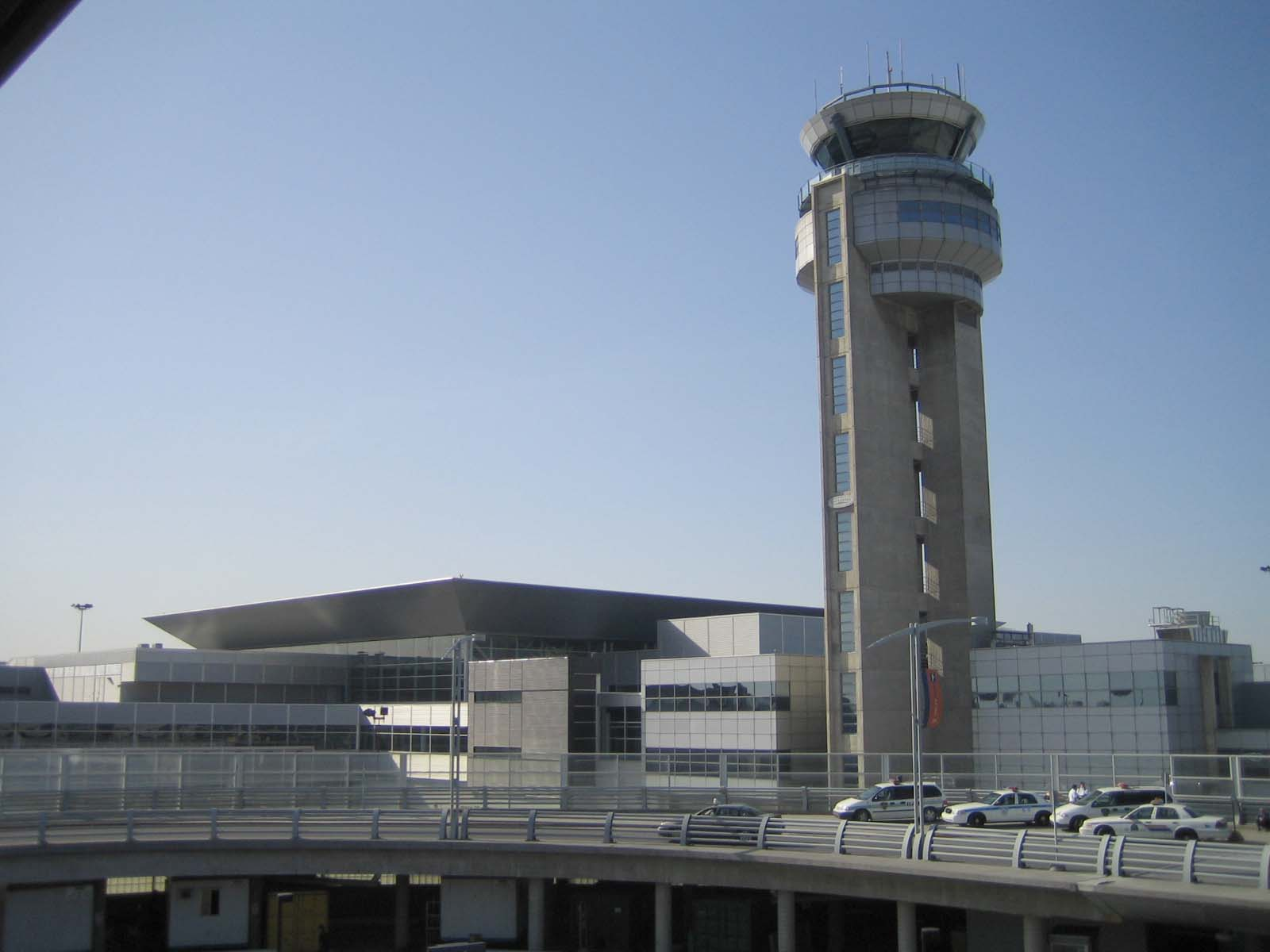
管制塔

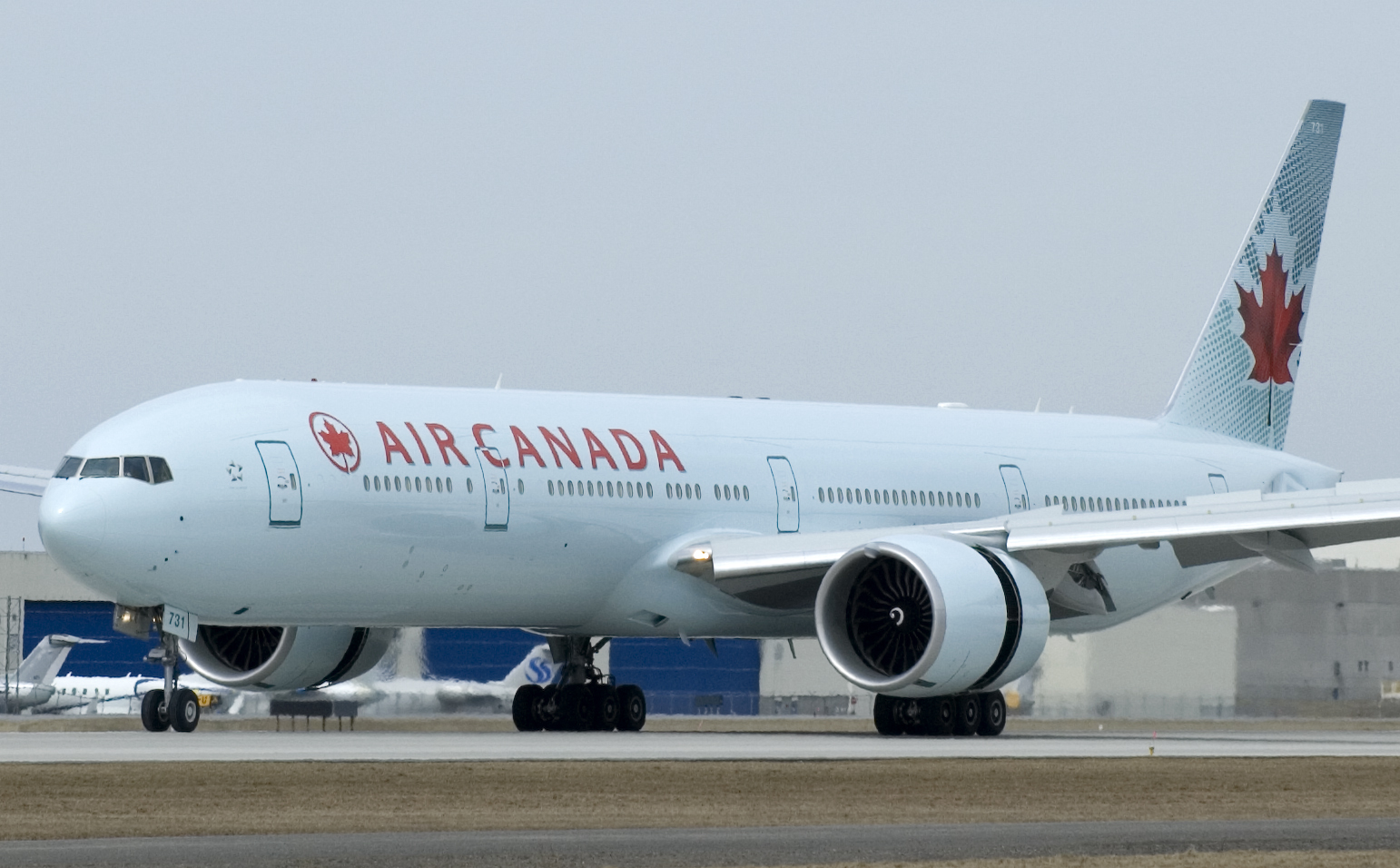
エアカナダのB777-300ER

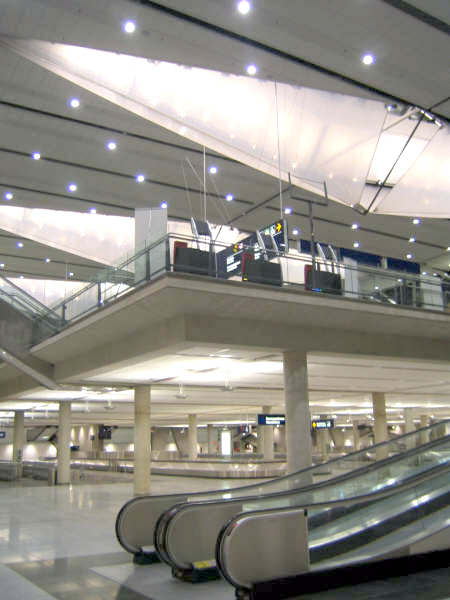
空港ターミナル到着ロビー

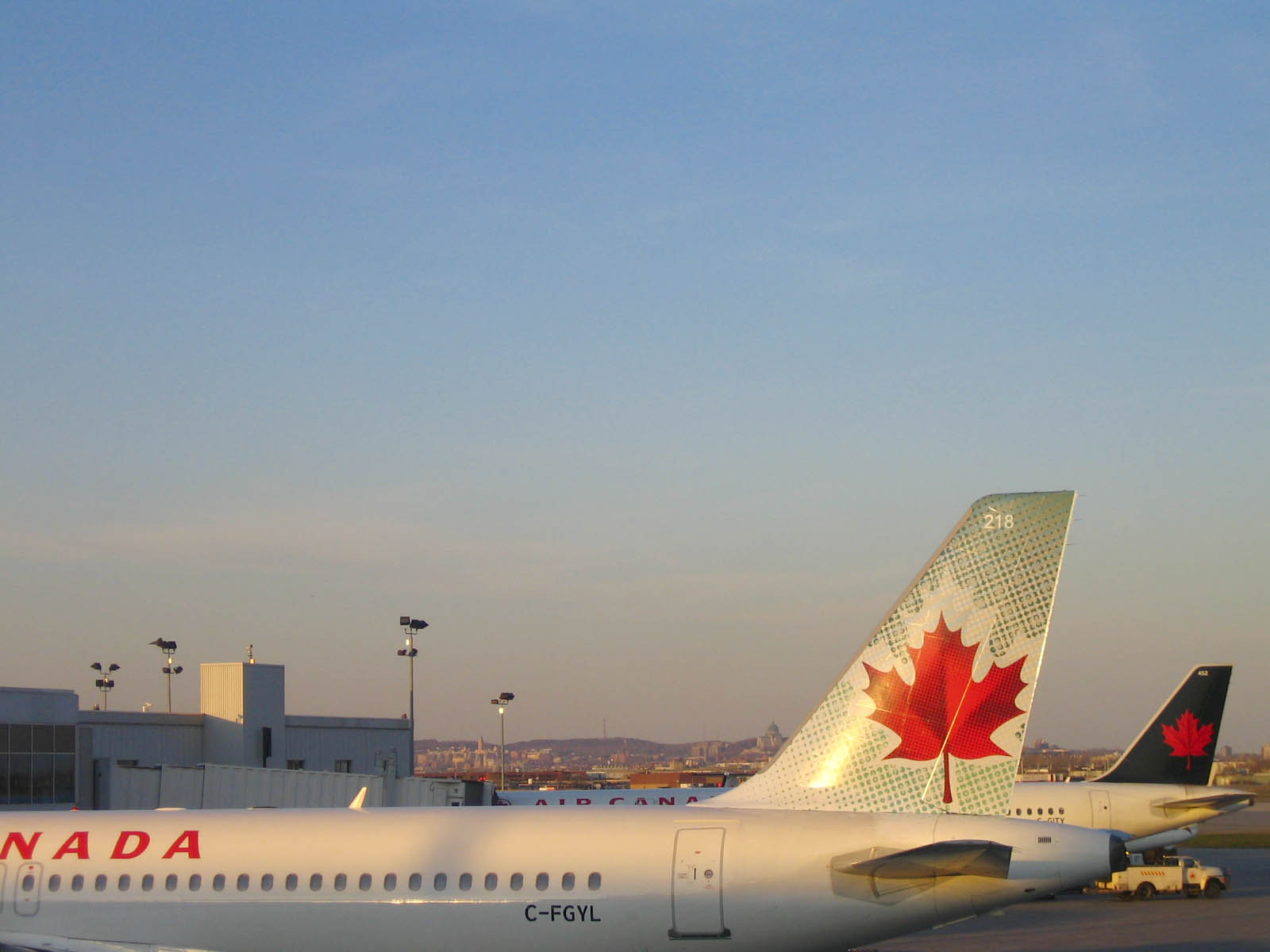
エア・カナダ（奥）旧塗装（手前）新塗装

トロント、バンクーバー、オタワ、カルガリー、ケベック・シティー、ウィニペグ、エドモントン、ハリファックス、セントジョン、セントジョンズ、モンクトン、シャーロットタウン、フレデリクトン、バサースト、ベ・コモ、モン・ジョリ、イカルイト、マドレーヌ諸島、モントランブラン、ヴァゴヴィル、ルーワン・ノランダ、ヴァルドール、シブガモー、クージュアラピク、ラ・グランド、セティル、クージュアク
サンピエール島
シカゴ、ニューヨーク、マイアミ、オーランド、フォートローダーデール、フォートマイヤーズ、ラスベガス、ロサンゼルス、サンフランシスコ、タンパ、ボストン、ハートフォード、ワシントンD.C.、ヒューストン、ダラス、クリーブランド、アトランタ、ミネアポリス、デトロイト、フィラデルフィア、シャーロット、フェニックス
- 中南米

メキシコシティ、カンクン、アカプルコ、コスメル、プエルト・バジャルタ、イスタパ/シウアタネッホ、ワタルコ、サン ホセ デル カボ
パナマシティ
サンサルバドル
サンホセ
マナグア
カルタヘナ、サンアンドレス島
ロアタン、ラ・セイバ
リマ(2017年12月～)
- カリブ海

カヨ・ココ、カヨ・ラルゴ、サンタ・クララ、ハバナ、サンティアーゴ・デ・クーバ、シエンフエーゴス、カマグエイ、バラデロ、オルギン
マンサニヨ
フォール＝ド＝フランス、ポワンタピートル
ナッソー、サン・サルバドル島、グランド・バハマ島
サントドミンゴ、プエルト・プラタ、プンタ・カナ、ラ・ロマーナ、サマナ
ポルトープランス
プロビデンシアレス島
モンテゴベイ
バルバドス
セントルシア
アンティグア・バーブーダ
シント・マールテン、アルバ、キュラソー島
- ヨーロッパ

フランクフルト、ミュンヘン
チューリッヒ、ジュネーヴ、バーゼル
パリ、リヨン、ナント、ニース、マルセイユ、ボルドー、トゥールーズ
ローマ、ヴェネツィア
マドリード、バルセロナ、マラガ
リスボン、ポルト、ポンタ・デルガダ
ウィーン
アムステルダム
アテネ
ブリュッセル
ダブリン
ロンドン
ブダペスト
プラハ
レイキャビク
- アフリカ

アルジェ
カサブランカ
チュニス
- 中近東

アンマン
イスタンブール
ドーハ
テルアビブ
- アジア

北京、上海
東京(2018年6月～)

## アクセス

### 路線バス
モントリオール交通局 (Société de transport de Montréal, STM) によりいくつかのバス路線が運行されている。
- 747系統は空港から高速道路を通り市中心部と結び24時間運行している。二系統の運行があり、一つは地下鉄Lionel-Groulx駅まで、他方はその先さらに市内中心部の大通りRené Lévesque Boulevardにある停留所数か所に停車し（モントリオール中央駅近くにも止まる）、地下鉄Berri UQAM駅近くのGare d’autocars（長距離バスターミナル）まで行く。運航スケジュールは一定間隔ではないが朝夕の多い時間帯で5-6分おき、それ以外でも10-15分おきの運行。早朝深夜は30分おきで、未明の午前1時から5時までは一時間おきとなっている。他の路線バスとは料金体系が異なり[4]、一律$11.25（2025年7月時点）。車内で支払い可能だが硬貨のみ（紙幣の支払い不可）で、空港の停留所では自動券売機がある。もしくは事前に購入したSTMの一日(24時間)乗車券（$10）、３日、1週間、1ヶ月乗車券、週末券も有効である[5]。空港からLionel-Groulx駅までは30分弱だが、平日朝夕通勤時間帯は高速道路の渋滞により一時間近く時間がかかる事もあるためその時間帯に空港に向かう場合は若干の時間の余裕をみる必要がある。

- 204系統Cardinal。近郊列車のAMTのドルヴァル駅(Dorval)に停車する。

- 209系統Des Sources。これもDorval駅に停車する。

- 356系統Lachine /Montreal-Trudeau /Des Sources。西行きはDorval駅、東行きはMontreal市内、Atwater駅、Frontenac駅に停車する。深夜バスである。

- 378系統Sauvé /Côte-Vertu /Montreal-Trudeau。東行きはCôte-Vertu駅、Montpellier駅、Sauvé駅に停車する。深夜バスである。

### 鉄道
- ドルヴァル駅（通勤列車）･･･路線バス204系統CardinalでAMT（通勤列車）の発着するDorval駅に行くことができる。そこから、中心部のルシアン・ラリエール駅まで行くことが可能だが運行は朝晩が中心で、日中は1～3時間に1本程度、土日、休日は1日数本程度と本数は少ない。
- ドルヴァル駅（VIA鉄道）･･･AMTの駅に隣接したVIA鉄道の駅で、モントリオール中央駅の他にオタワ、トロントへ行くことも可能である。VIA鉄道利用者は無料のシャトルバスで行くことができる。
- REM･･･空港から中心部のCentral Station、メトロMcGill駅をつなぐ鉄道が建設中（2027年完成予定の空港連絡鉄道[6]）。